# 聖稜線
聖稜線（せいりょうせん）とは、台湾の雪山山脈の雪山主峰と大霸尖山を結ぶ稜線である。

## 概要
聖稜線の名は1928年（昭和3年）、当時の台湾山岳会幹事である沼井鉄太郎が発表した「台湾山岳」に、この稜線を指して聖なる稜線という呼び方をしていることから、聖稜線という名ができた。

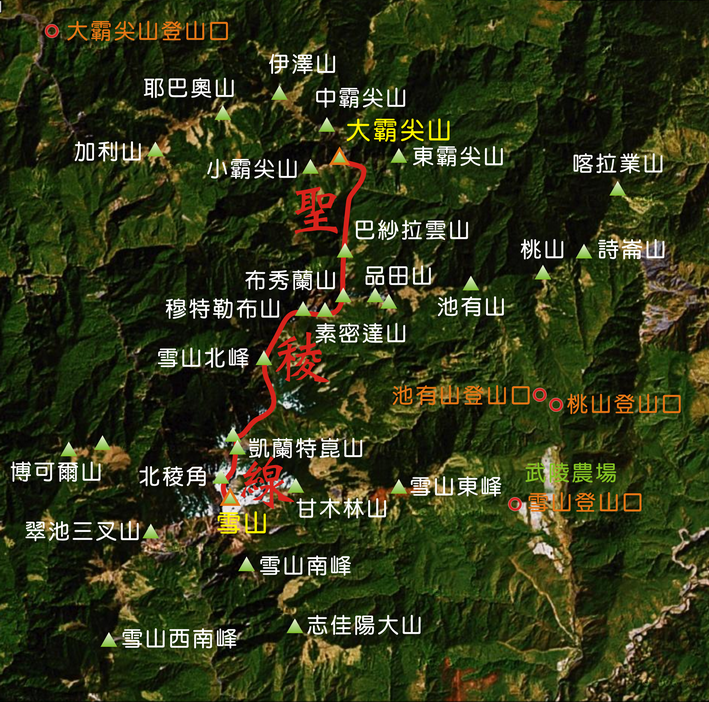
聖稜線

## 聖稜線の山々
- 雪山 (3,886m)
- 北稜角 (3,880m)
- 凱蘭特崑山 (3,731m)
- 雪山北峰 (3,703m)
- 素密達山 (3,517m)
- 布秀蘭山 (3,438m)
- 巴紗拉雲山 (3,402m)
- 大覇尖山 (3,492m)
- 伊澤山 (3,297m)
- 加利山 (3,112m)